# Якоб Кайзер
Якоб Кайзер (на немски: Jakob Kaiser) е германски политик, член на партията на Центъра, по-късно на Християн-демократически съюз (Източна Германия) и на ХДС.

## Биография
Роден в Хамелбург, Бавария на 8 февруари 1888 г. в многочленното семейство на Йохан и Елизабет Кайзер (двамата имат 10 деца - 5 момчета и 5 момичета, Якоб е второто дете). Израства в подчертано католическа среда, начално образование получава в родното си градче, по-късно учи за книговезец в Силезия. През 1912 г. е избран за секретар на християнските профсъюзи в Кьолн. По време на Първата световна война воюва както на Източния, така и на Западния фронт. По това време се решава категорично да се отдаде на каузата на християнските профсъюзи. През 1924 г. оглавява ръководството на християнските профсъюзи на Райнланд и Вестфалия. От 1934 г. се включва в съпротивата срещу националсоциалистите в Германия. През 1938 г. е арестуван и прекарва няколко месеца в ареста на Гестапо. В крайна сметка той е единственият оцелял от групата на профсъюзната съпротива срещу националсоциалистите в Берлин. Края на войната и пристигането на съветските войски дочаква скрит в мазе на свои приятели в околностите на Потсдам.
След края на Втората световна война заедно с Андреас Хермес и Йозеф Ерзинг става съосновател на Християн-демократическия съюз в Източна Германия. Застъпва демократични позиции, бори се запазване на единството между западните и източните окупационни зони. Противопоставя се на превръщането на източногерманската християндемократическа партия в просоциалистическа казионна организация. През декември 1947 г. е отстранен от ръководството на Християн-демократическия съюз под натиска на съветската окупационна власт. Преселва се в Западен Берлин, където застъпва теза за неутрална Германия - противоположна на политическата визия на Конрад Аденауер. Заедно с Карл Арнолд и други бивши християнски профсъюзни деятели се изказва за одържавяване на ключовите индустриални сектори.
В периода 1949 г.-1957 г. е член на Бундестага, оглавява и Федералното правителство за общонемските дела. Кайзер взема дейно участие при създаването на Комитета за неделима Германия през юни 1954 г.
Яком Кайзер е женен от 1918 г. за Тереза Кайзер, с която имат 2 дъщери. Умира на 7 септември 1961 г. в Берлин.

## За него
- Erich Kosthorst, Jakob Kaiser. Der Arbeiterführer, Kohlhammer, Stuttgart u.a. 1967.
- Elfriede Nebgen, Jakob Kaiser. Der Widerstandskämpfer, Kohlhammer, Stuttgart u.a. 1967.
- Werner Conze, Jakob Kaiser, Politiker zwischen Ost und West 1945–1949, Kohlhammer, Stuttgart 1969.
- Erich Kosthorst, Jakob Kaiser. Bundesminister für gesamtdeutsche Fragen 1949–1957, Kohlhammer, Stuttgart u.a. 1972.
- Marcel Albert, Jakob Kaiser, Politiker aus Hammelburg, in der deutschen Erinnerungskultur, in: Mainfränkisches Jahrbuch 60 (2008), S. 318–335.
- Herbert Elzer, Konrad Adenauer, Jakob Kaiser und die "kleine Wiedervereinigung". Die Bundesministerien im außenpolitischen Ringen um die Saar 1949–1955. Röhrig Universitätsverlag, 1. Aufl., St. Ingbert 2008, ISBN 978-3-86110-445-2.